# Большесидоровське
Большесидоровське (рос. Большесидоровское; адиг. Сидоровышху) — село Красногвардійського району Адигеї Росії. Входить до складу Большесидоровського сільського поселення.
Населення —  1548 осіб (2015 рік). 